# Francisca Van Dunem
Francisca Eugénia da Silva Dias Van Dunem (Luanda, Angola Portuguesa, 5 de novembro de 1955) é uma jurista e política portuguesa, ministra da Justiça e ministra da Administração Interna do XXII Governo Constitucional de Portugal. Era Magistrada do Ministério Público desde Setembro de 1979.

## Biografia
Filha de Antónia Vieira Dias e Mateus Van-Dúnem Tem como irmãos José Jacinto, o mais velho, João, que estudou Direito mas foi para Jornalismo, falecido em 2013, e Efigénia, que estudou Arquitetura. O seu padrinho de baptismo é o seu familiar Fernando Van Dunem, embaixador de Angola em Portugal.
Nasceu em Luanda, onde estudou no liceu feminino Guiomar de Lencastre. Em 1973, aos 17 anos vem para Portugal estudar Direito em Lisboa. Em 1975, devido à independência de Angola, interrompeu os estudos para  regressar a Luanda, junto da família, onde fica um ano. Regressou a Lisboa em 1 de maio de 1976, voltando a estudar.
No seguimento da tentativa de golpe liderada por Nito Alves, o irmão José e a cunhada Sita Valles desapareceram em Angola a 27 de maio de 1977. Em outubro desse ano, os seus pais saíram de Angola e trouxeram o filho do seu irmão, Che, que Francisca ajudou a criar.
É casada com Eduardo Manuel Hintze da Paz Ferreira e com ele tem dois filhos.

## Carreira
Licenciada pela Faculdade de Direito da Universidade de Lisboa, em Julho de 1977, foi monitora de Direito Penal e Direito Processual Penal nessa mesma instituição, entre 1977 e 1979.
É magistrada do Ministério Público desde setembro de 1979. Foi assessora de sindicância e inquérito na Alta Autoridade contra a Corrupção, entre 1985 e 1987, em comissão de serviço. Delegada do Procurador da República no Tribunal do Trabalho, no Tribunal de Instrução Criminal de Lisboa e no Departamento de Investigação e Acção Penal de Lisboa.
Integrou o Gabinete do Procurador-Geral da República entre 1999 e 2001. Foi directora do Departamento de Investigação e Acção Penal de Lisboa entre 2001 e 2007. Procuradora-Geral Distrital de Lisboa, desde Fevereiro de 2007.
Foi membro da Rede Judiciária Europeia em matéria penal entre 2003 e 2007. Representante do Conselho Superior do Ministério Público na Unidade de Missão para a Reforma Penal. Membro da Comissão de Revisão do Código de Processo Penal de 2009.
Foi representante de Portugal em várias reuniões e Comités Técnicos de Organizações Internacionais, nomeadamente o Comité Europeu para os Problemas Criminais, do Conselho da Europa e o Observatório Europeu dos Fenómenos Racistas e Xenófobos da União Europeia.
É membro do Conselho Superior do Ministério Público e representante do Conselho Superior do Ministério Público no Conselho de Gestão do Centro de Estudos Judiciários.
Foi nomeada Ministra da Justiça de Portugal no dia 26 de novembro de 2015.
Aquando da apresentação, pela parte do PAN, duma proposta de lei mais dura e abrangente quanto aos maus tratos a animais, assumiu a posição controversa da defesa do respeito pela senciência animal e do combate ao especismo, tendo sido a primeira política portuguesa a fazê-lo.
Foi nomeada Ministra da Administração Interna de Portugal no dia 4 de dezembro de 2021, em consequência da demissão de Eduardo Cabrita.

## Reconhecimentos
- 2017 - Prémio Honorífico Pedro Zerolo atribuído Partido Socialista Obreiro de Espanha (PSOE).[17]
- 2021 - Integrou a Lista Global de Afrodescendentes Mais Influentes, na categoria "Life Achievement", no setor da Justiça.[18]
- 2022 - Prémio Mulher Referência Chá de Beleza Afro (CBA).[19]